# Mikroskop

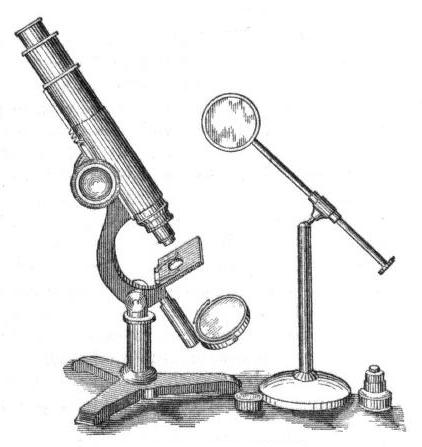
Optiskt mikroskop

Ett mikroskop (av grekiska μικϱός mikrós ’litet’ och σκόπος skópos ’som iakttager’) är ett instrument som används till att synliggöra och se på föremål som är för små för att se med blotta ögat. Tekniken att undersöka mycket små föremål med ett dylikt instrument kallas mikroskopi.
Det vanligaste mikroskopet, och det som uppfanns först, är det optiska mikroskopet. I de flesta skolor får elever prova på att arbeta med det. 
Mikroskop med synligt ljus är tillräckliga för att kunna se celler och deras uppbyggnad. För att få ännu högre upplösning och kunna studera virus använde man från 1900-talets början fotografering med ultraviolett ljus. Denna metod har dock 
konkurrerats ut av elektronmikroskop som ger ännu högre upplösning.

## Beskrivning
Ett mikroskop använder sig av två (eller fler) linser för att skapa en förstorad bild av ett föremål. Oftast är dessa linser konvexa, men det finns även fall då mikroskop använder en konvex lins och en konkav lins. Anledningen till att man använder fler än en lins är att bilden blir klarare. Om man skulle använda sig av endast en jättestark lins skulle man få distorsion. I moderna mikroskop använder man okular, ett system med prismor, för att skaffa sig ännu mindre distorsion. Två tuber med okular, en för varje öga, används och man ser då de förstorade föremålen i relief.
För att få en bra bild i mikroskopet brukar man lysa upp föremålet underifrån. Detta ger mer ljus på föremålet vilket gör att man ser det tydligare i mikroskopet. Fotografering genom ett optiskt mikroskop sker med en särskild mikroskopadapter som alla tillverkare av systemkameror tillhandahåller. Särskild kontrastrik färgfilm användes, men möjligheten att digitalfotografera är en fördel som överväger.

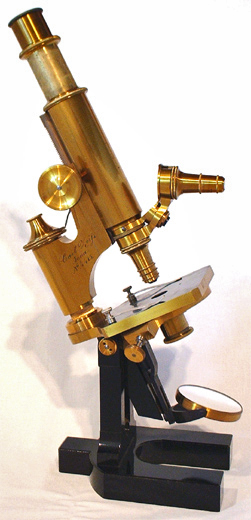
Mikroskop Carl Zeiss (1879)

Själva preparatet ligger vanligen på ett objektglas, som täcks av ett täckglas.

## Historia
Man är inte helt säker på vem eller vilka det egentligen var som skapade det första mikroskopet. Enkla mikroskop med endast en lins var kända sedan 1400-talet.
En del påstår att det var holländarna Hans och Zacharias Jansen (far och son) som uppfann mikroskopet omkring 1600. Detta tillkännagavs dock inte förrän omkring 1650 av Zacharias själv, men det påståendet verkade inte troligt eftersom han var född runt 1590.
En annan person som kan ha varit mikroskopets uppfinnare är Galileo Galilei. Han sägs ha skapat det ungefär 1609 och använt en konkav och en konvex lins. Han fick idén efter att ha hört om experiment som skett av andra personer. Cornelius Drebbel, mer känd som ubåtens uppfinnare, uppfann tio år senare ett mikroskop som använde två konvexa linser.

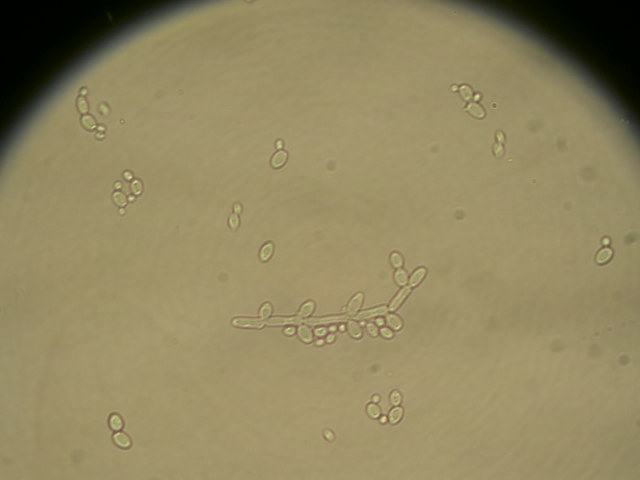
Jäst sett genom ett mikroskop.

Antonie van Leeuwenhoek konstruerade 1674 en enklare typ av mikroskop, idag känd som lupp. Han utvecklade den när han höll på att utveckla slipandet av linser. Tanken var att kunna undersöka mindre djur mycket lättare genom att få dem att se större ut. Genom sitt utvecklande av linsslipandet var van Leeuwenhoek delaktig i utvecklingen av mikroskopet. Han slipade över 500 linser och byggde omkring 400 mikroskop själv. Förstoringsgraden på dessa varierade mellan ungefär 50 till 300 gånger.  Tack vare detta kunde han göra revolutionerande biologiska upptäckter. Van Leeuwenhoek såg bland annat blodkroppar, jäst och bakterier.
Robert Hooke konstruerade på 1600-talet ett mikroskop med tre samlingslinser, och C. H. Hertel var 1715 den förste att använda en belysningsspegel. Giovanni Battista Amici och Charles Chevalier bidrog till mikroskopets vidareutveckling. Den exakta teorin för mikroskopet grundlades av Ernst Abbe. Det första binokularmikroskopet konstruerades av Carl Zeiss.
I början av 1900-talet uppfanns ultramikroskopet av Richard Adolf Zsigmondy. Det var ett mikroskop som man kunde se mycket mindre saker med. Man kunde studera hur små partiklar i vätskor och gaser rörde sig. Då kunde man allt mer studera Browns rörelse. Senare i tiden har det kommit mikroskop, elektronmikroskop, som är mindre linsberoende och som använder sig av en elektronstråle med en mycket liten våglängd.

## Bilder

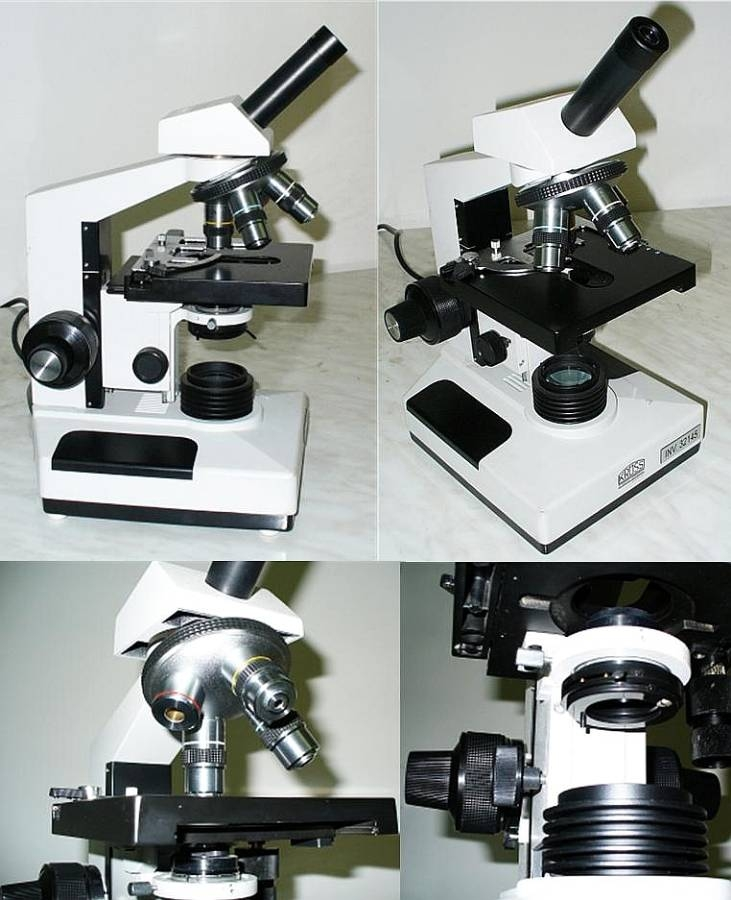
Laboratoriemikroskop
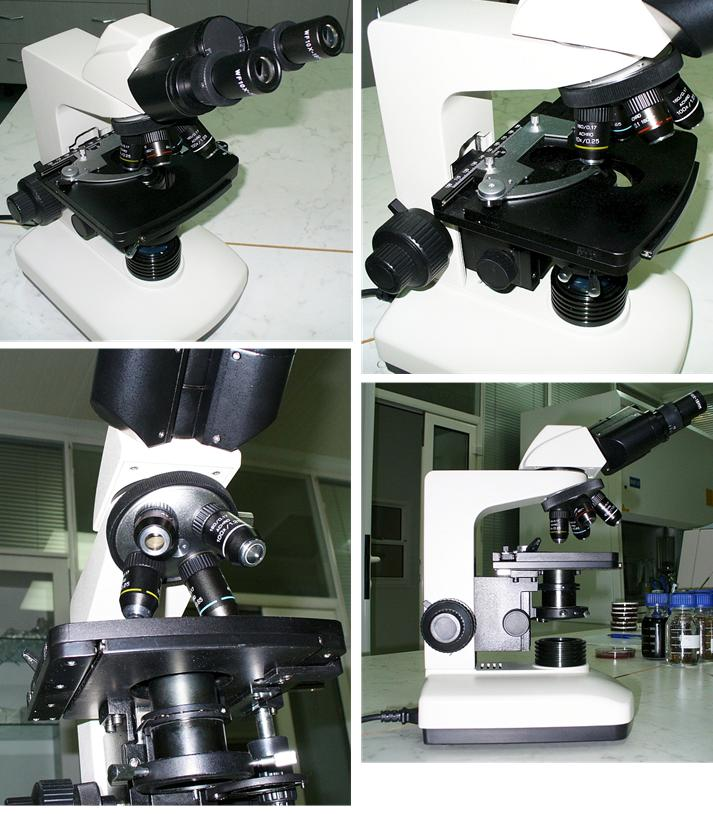
Binocular laboratory microscope
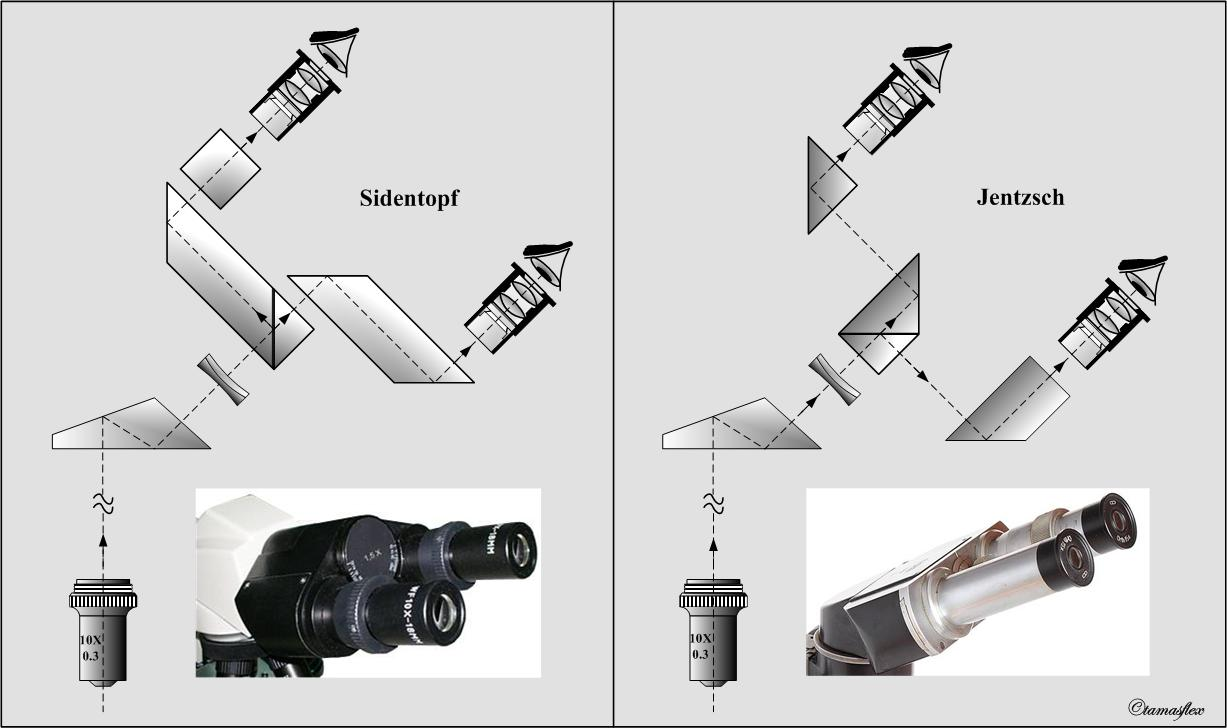
Microscope binoviewers
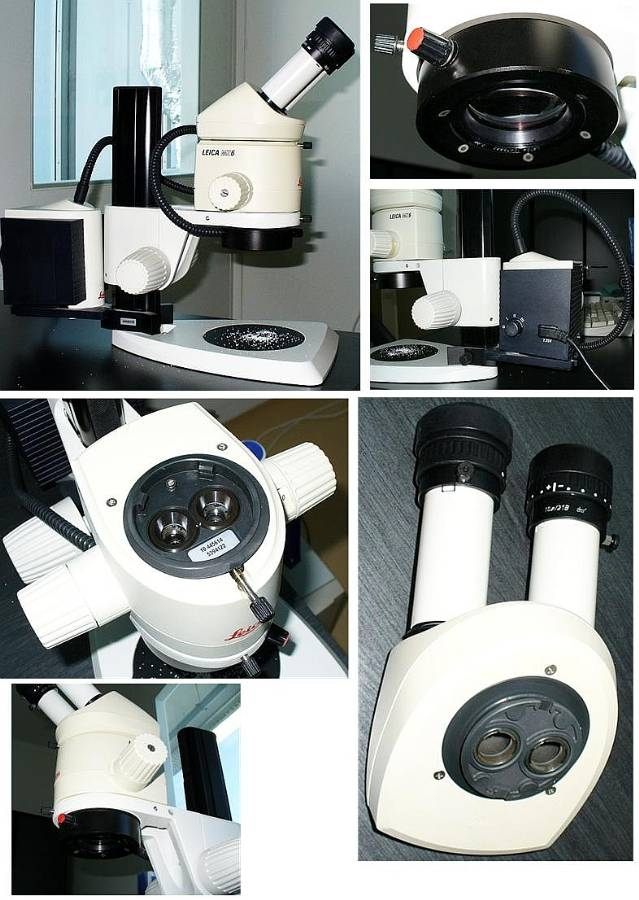
Stereomikroskop
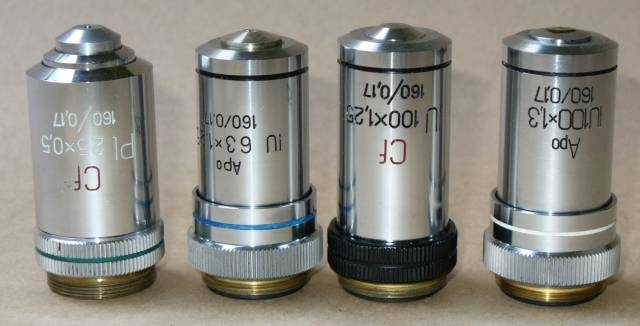
Mikroskopobjektiv
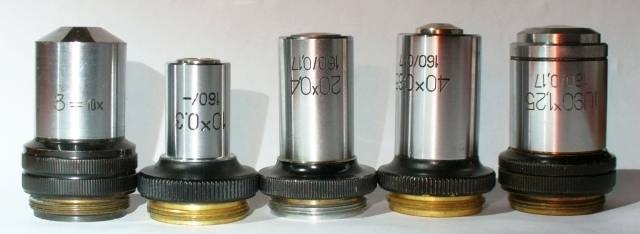
Mikroskopobjektiv
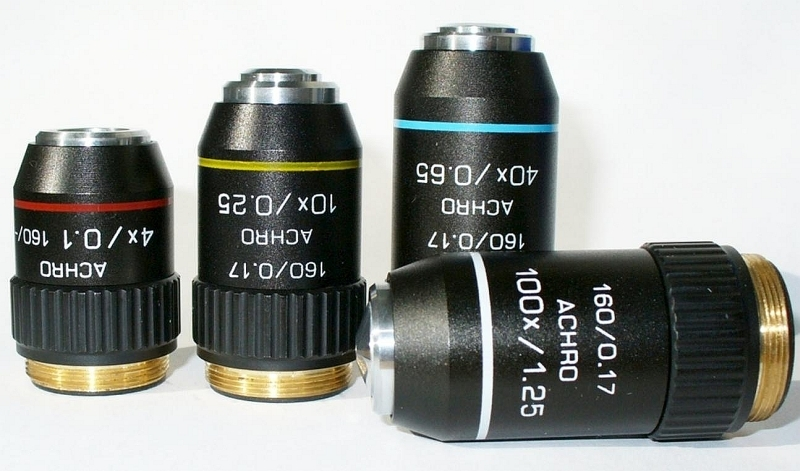
Mikroskopobjektiv
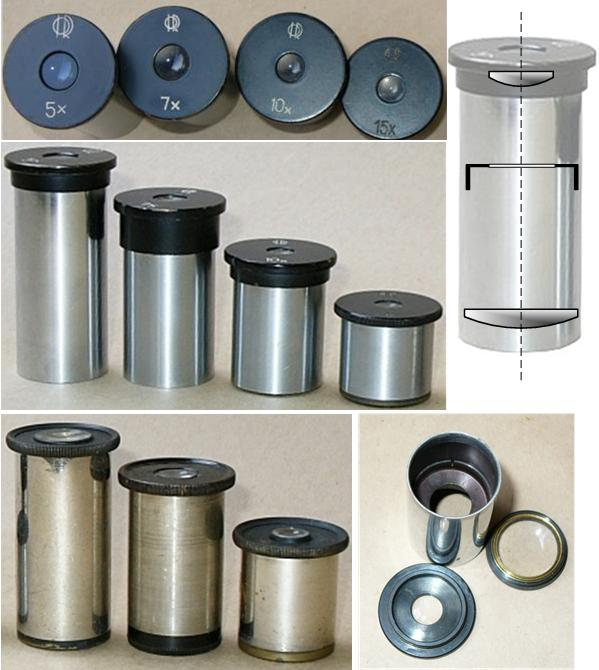
Okular
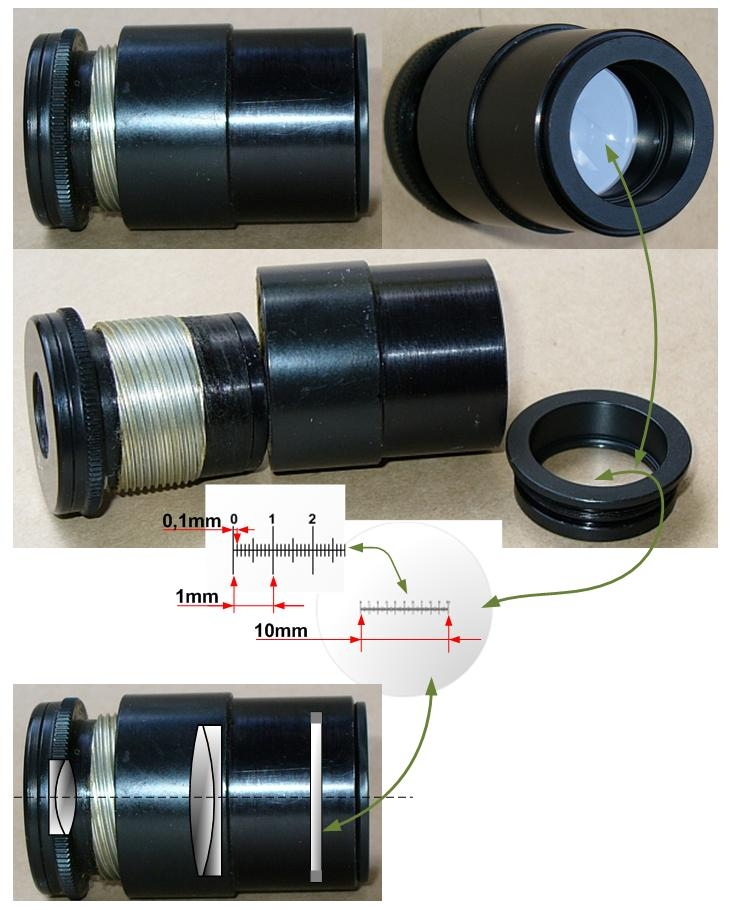
Mätokular
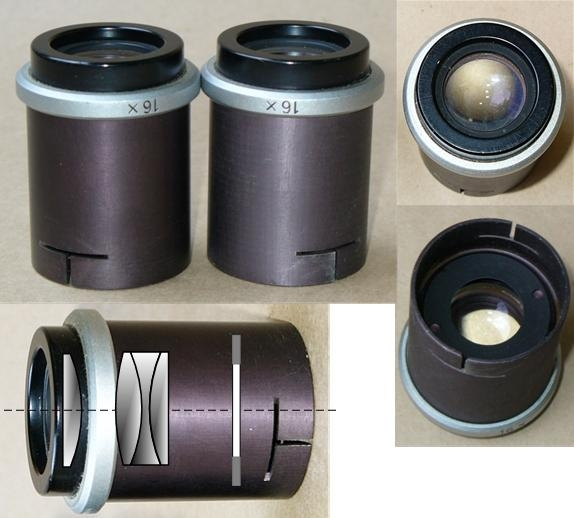
Okular till stereomikroskop
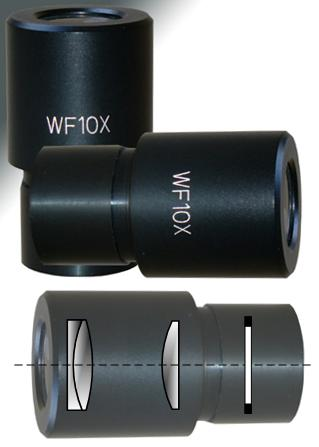
Okular
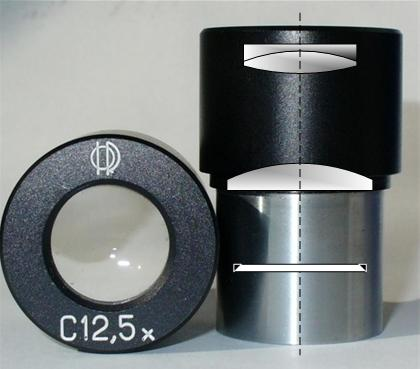
Okular

## Mekaniska delar

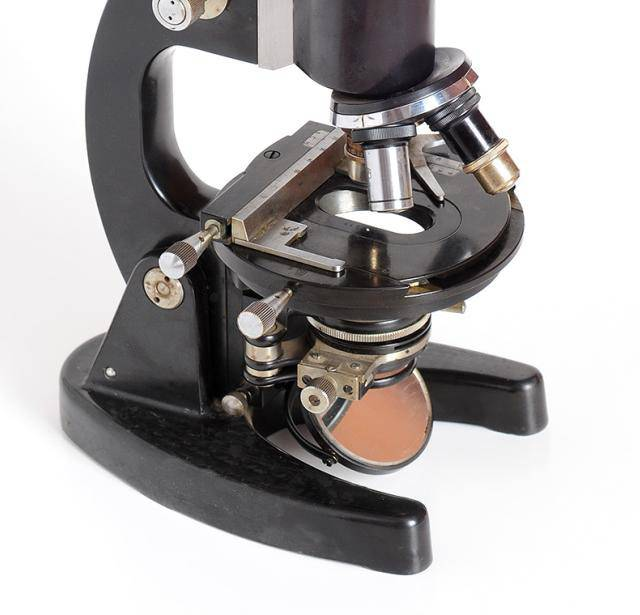
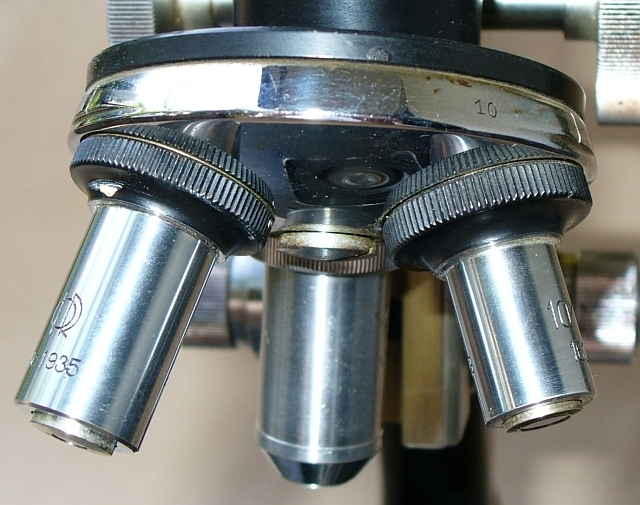
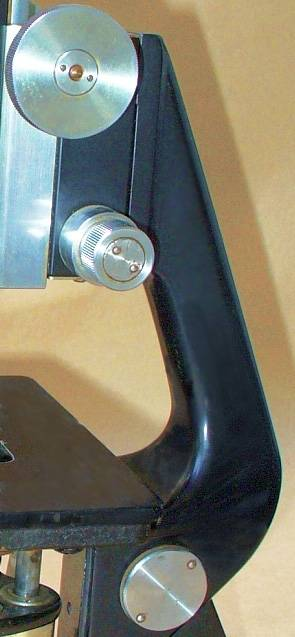
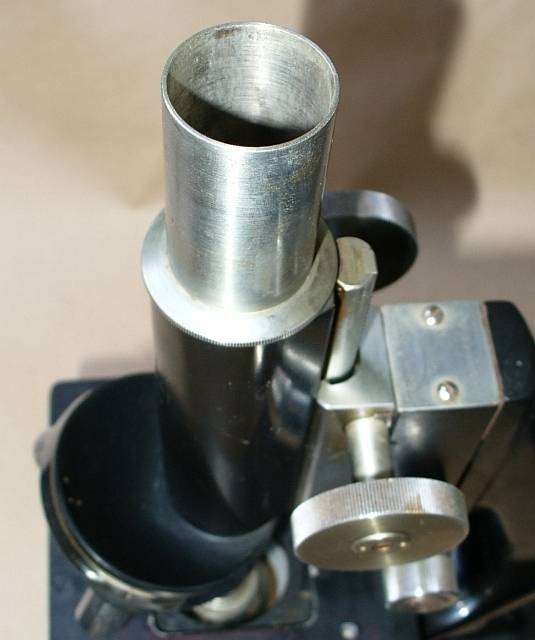
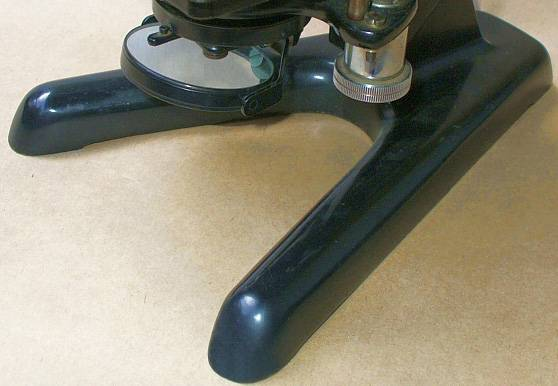
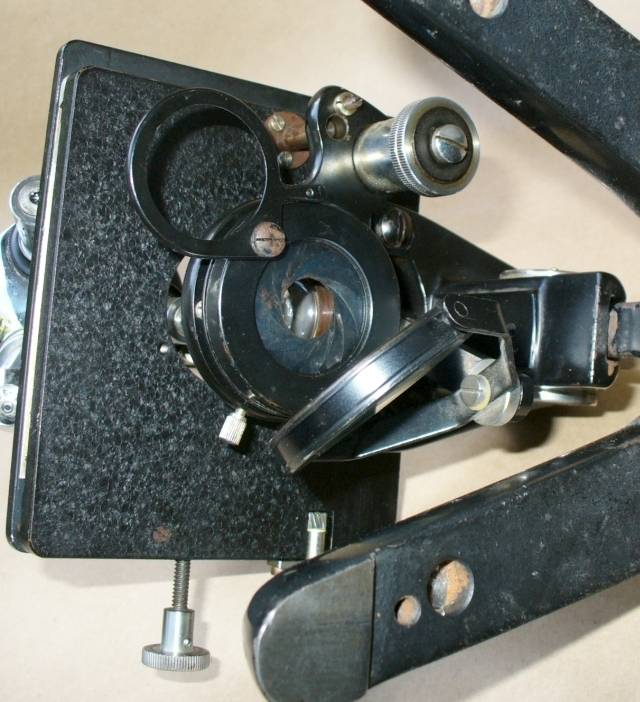
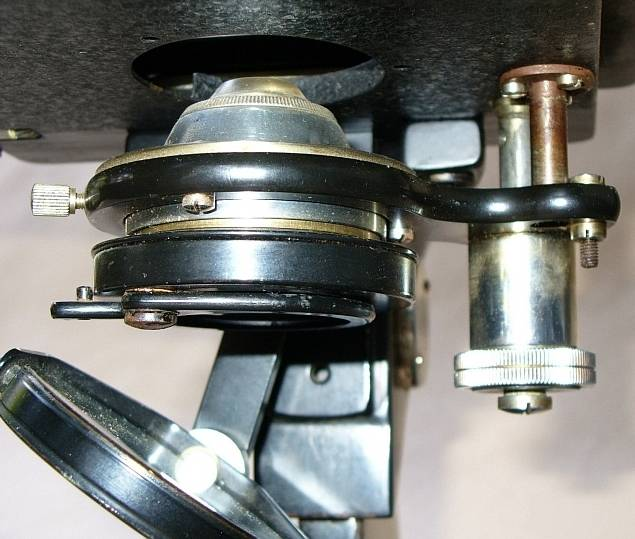
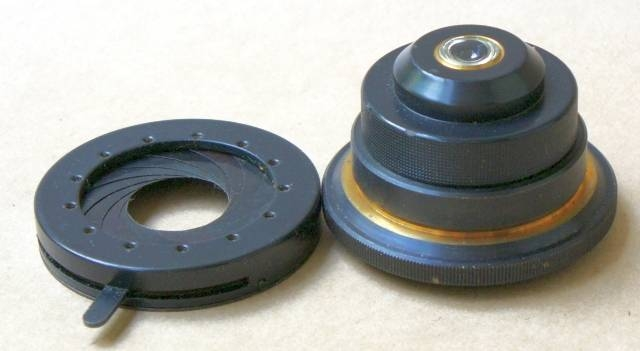
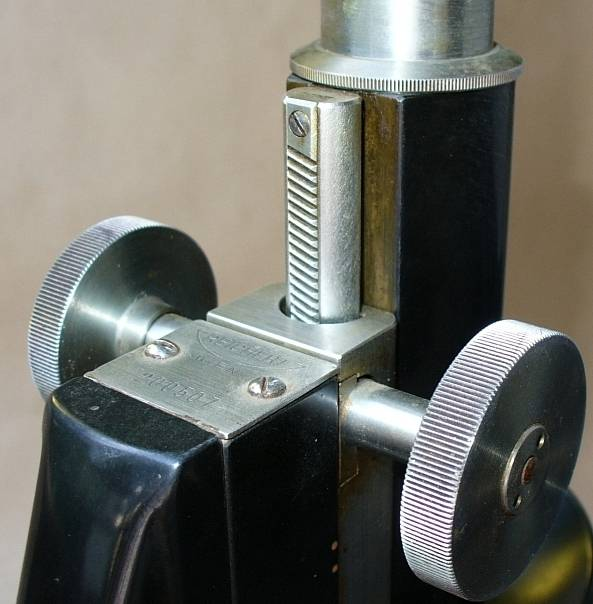
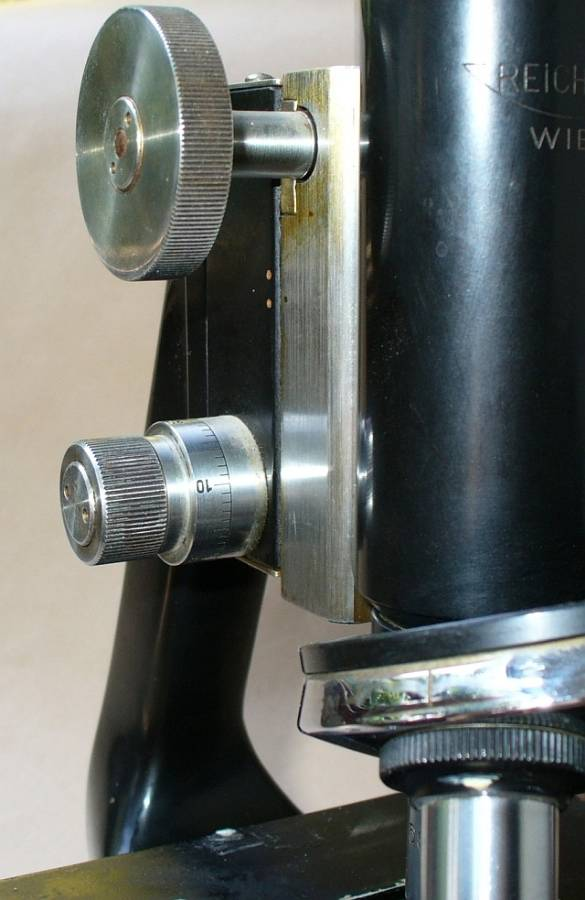
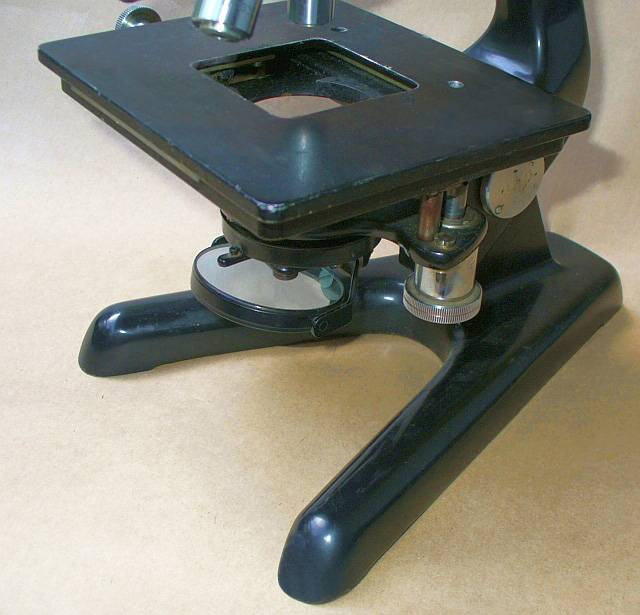